# Paul Vollmar
Paul Vollmar SM (* 11. Oktober 1934 in Überlingen am Bodensee; † 2. Mai 2021 in Zürich) war ein deutscher Ordensgeistlicher, römisch-katholischer Theologe und Weihbischof im Bistum Chur.

## Leben
Paul Vollmar trat 1951 der Ordensgemeinschaft der Marianisten bei und legte 1959 die Profess ab. Er studierte Philosophie und Katholische Theologie in Freiburg i. Ü. und empfing am 14. März 1964 die Priesterweihe durch Bischof François Charrière in Freiburg im Üechtland. 1967 wurde er in Freiburg mit einer Arbeit über Ignaz Heinrich von Wessenberg zum Dr. theol. promoviert. Von 1968 bis 1993 war er als Religionslehrer, Rektor und als Provinzial der Schweizer Marianisten tätig.
Am 4. März 1993 ernannte ihn Papst Johannes Paul II. zum Titularbischof von Missua und bestellte ihn zusammen mit Peter Henrici SJ zum Weihbischof in Chur. Die Bischofsweihe spendete ihm der Kardinalpräfekt der Kongregation für die Bischöfe, Bernardin Gantin, am 31. Mai 1993; Mitkonsekratoren waren der Bischof von Lausanne, Genf und Freiburg, Pierre Mamie, und der Bischof von Chur, Wolfgang Haas. Sein bischöflicher Wahlspruch war „Was Er euch sagt, das tut!“.
Er war ab 1993 Generalvikar für die Kantone Graubünden und Glarus sowie für das Fürstentum Liechtenstein; ab 1998 für Schwyz, Uri, Ob- und Nidwalden. Von 2003 bis 2009 war er Generalvikar für die Kantone Zürich und Glarus. Vollmar engagierte sich insbesondere für den ökumenischen Dialog mit anderen Glaubensgemeinschaften wie der reformierten Landeskirche.
Am 15. Oktober 2009 nahm Papst Benedikt XVI. seinen altersbedingten Rücktritt an; ebenso endete seine Amtszeit als Generalvikar.
Paul Vollmar starb Anfang Mai 2021 im Alter von 86 Jahren.

## Schriften
- Die liturgischen Anschauungen des Ignaz Heinrich von Wessenberg (1774–1860). Dissertation, Universität Fribourg 1971.
- Glaubenstreue und Weltoffenheit. Zum Problem der Priesterausbildung in der heutigen Zeit. In: Urban Fink, René Zihlmann (Hrsg.): Kirche – Kultur – Kommunikation. Peter Henrici zum 70. Geburtstag. NZN-Buchverlag, Zürich 1998, S. 143–151.
- Das Verhältnis von Generalvikariat und Zentralkommission in der Katholischen Kirche im Kanton Zürich aus innerkirchlicher Perspektive. In: Libero Gerosa (Hrsg.): Chiesa cattolica e Stato in Svizzera. Atti del convegno della Conferenza dei Vescovi Svizzeri, Lugano, 3–4 novembre 2008. Armando Dadò, Locarno 2009, ISBN 978-88-8281-256-0, S. 232–235.

## Einzelbelege
Paul Vollmar verteidigte die Schweizer Liturgie gegen Rom
in: Freiburger Nachrichten vom Mittwoch, 12. Mai 2001, S. 9
Nach dem Rücktritt von Weihbischof Paul Vollmar bleibt vieles unklar
in: NZZ vom 16. Oktober 2009, Nr. 200, S. 15
Henrici, Peter, Urban Fink, and Joseph Maria Bonnemain. Rückblick : Ereignisse und Erlebnisse : zum Andenken an meinen geistlichen Bruder Bischof Paul Vollmar und an meinen leiblichen Bruder Dr. iur. Andreas Henrici : ein Interview mit Urban Fink. Zofingen: Inländische Mission, 2021. Print.